# Triticella pedicellata
Triticella pedicellata is een mosdiertjessoort uit de familie van de Triticellidae. De wetenschappelijke naam van de soort is, als Farrella pedicellata, voor het eerst geldig gepubliceerd in 1857 door Alder.